# 운강선생유고 및 부록
운강선생유고 및 부록(雲岡先生遺稿 및 附錄)는 충청북도 제천시 봉양읍 제천의병전시관에 있는, 운강 이강년(雲岡 李康秊, 1858~1908)이 순국한 후 제천지역 의병들이 그가 남긴 글과 의병활동 내용을 기록한 필사본 3책이다. 2018년 6월 8일 대한민국의 국가등록문화재 제717호로 지정되었다.

## 개요
등록문화재 제717호 ｢운강선생유고 및 부록(雲岡先生遺稿 및 附錄)｣은 구한말 대표적인 항일 의병장인 운강 이강년(雲岡 李康秊, 1858~1908)이 1908년 서대문형무소에서 순국한 후 제천지역 의병들이 그가 남긴 글과 의병활동 내용을 기록한 필사본 3책이다. 운강 이강년이 지은 시문과 글을 필사한 유고 1권과 그의 의병활동 등을 적은 부록 3권의 총 3책으로 구성되었다.
운강 이강년은 명성황후 시해 사건이 일어난 다음 해인 1896년, 고향인 경상북도 문경에서 의병을 일으켜 충청북도 제천 등지에서 활동하였고, 군대 해산 후 의병을 재건하여 충청도와 강원도의 산악지대를 넘나들며 일본군을 상대로 군사 활동을 전개하다 붙잡혀 1908년 10월 13일 서대문형무소에서 순국하였다. 정부에서는 고인의 공훈을 기리기 위하여 1962년 건국훈장 대한민국장을 추서하였다.

## 참고 자료
- 운강선생유고 및 부록 - 국가유산청 국가유산포털